# 필드 자연사 박물관

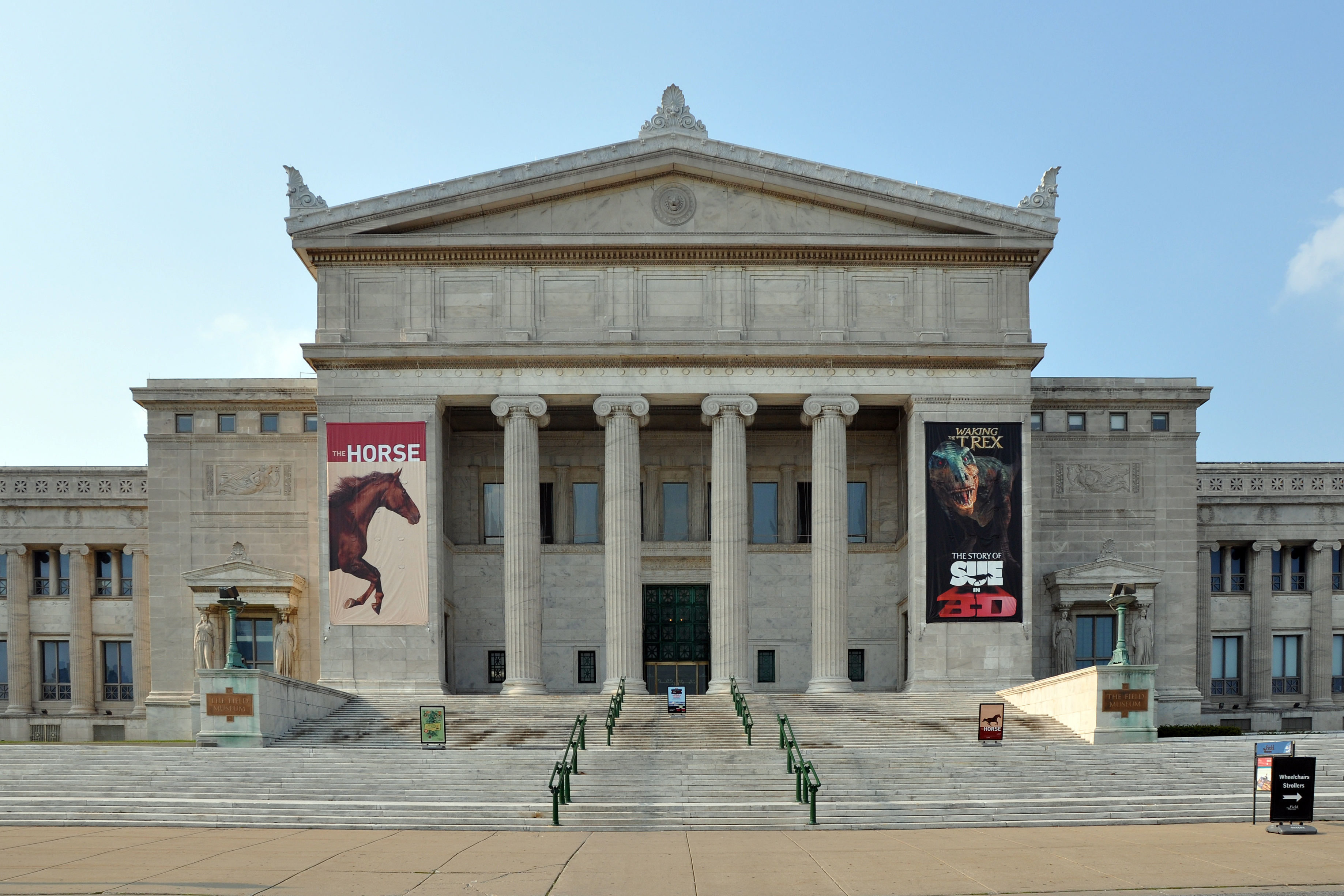
필드 자연사 박물관

필드 자연사 박물관(Field Museum of Natural History)은 미국 일리노이주 시카고에 위치한 자연사 박물관이다. 레이크 쇼어 드라이브(Lake Shore Drive) 도로변에 자리잡고 있다. 이 박물관은 인류학, 동물학, 식물학, 지질학 4개의 부문으로 이루어져 있다.
이 박물관은 1893년 시카고 만국 박람회가 종료된 후 9월 16일에 미술품 전시장이었던 건물에 엑스포의 유물을 전시하고 시카고 컬럼비언 박물관(Columbian Museum of Chicago)이라고 명명한 것이 시초이다. 1905년에 최초 기부자인 마셜 필드를 기리기 위하여 현재의 명칭으로 바뀌었고, 박물관이 다루는 주제를 자연사 위주로 하였다. 1921년에 현재 위치로 이전하였으며, 원래의 건물은 시카고 과학 산업 박물관으로 사용되고 있다.

## 동물학 컬렉션
많은 공룡들이 전시되어 있으며, 이 공룡들은 미국 내에서 발굴된 것이 많다. 특히 유명한 공룡은 발견자 수전 헨드릭슨의 애칭을 따라 붙여진 티라노사우루스 슈(Sue)로, 1층 중앙에 전시되어 있다.